# Valfin-sur-Valouse
Valfin-sur-Valouse – miejscowość i gmina we Francji, w regionie Burgundia-Franche-Comté, w departamencie Jura. W 2013 roku populacja ówczesnej gminy wynosiła 90 mieszkańców. 
W dniu 1 stycznia 2018 roku z połączenia dwóch ówczesnych gmin – Valfin-sur-Valouse oraz Vosbles – utworzono nową gminę Vosbles-Valfin. Siedzibą gminy została miejscowość Vosbles.